# Ług (jezioro w powiecie pajęczańskim)
Ług – jezioro na Wysoczyźnie Bełchatowskiej, położone w województwie łódzkim, w powiecie pajęczańskim, w mieście Pajęczno. Jezioro znajduje się w północnej części miasta i jest otoczone lasami z trzech stron. Ług znajduje się w Parku Tysiąclecia. Jezioro leży na pograniczu wysoczyzny z Kotliną Szczercowską.

## Głębokość i powierzchnia
Ług zajmuje powierzchnię 2,5 ha. Jego maksymalna głębokość, to 2,3 m, a średnia 1,6 m. Dno jest piaszczyste. Brzegi są gdzieniegdzie zarośnięte trzciną. Jezioro nie posiada odpływów, czy też dopływów. Nad Ługiem występują łabędzie i dzikie kaczki.

## Wędkarstwo
Jezioro jest co rok zarybiane i pływają w nim takie ryby jak: karpie, węgorze, amury, płotki, szczupaki.